# Frederik Børsting
Frederik Lindbøg Børsting, född 13 februari 1995 i Klarup, är en dansk fotbollsspelare som spelar för SK Brann.

## Karriär
Inför säsongen 2014/2015 flyttades Børsting upp i AaB:s A-lag. Han debuterade i Superligaen den 26 juli 2014 i en 2–0-vinst över FC Midtjylland.
Den 15 februari 2022 värvades Børsting av norska SK Brann, där han skrev på ett kontrakt fram till 2025 med start den 1 juli. Den 9 mars 2022 blev övergången dock klar i förtid.